# Гомункул

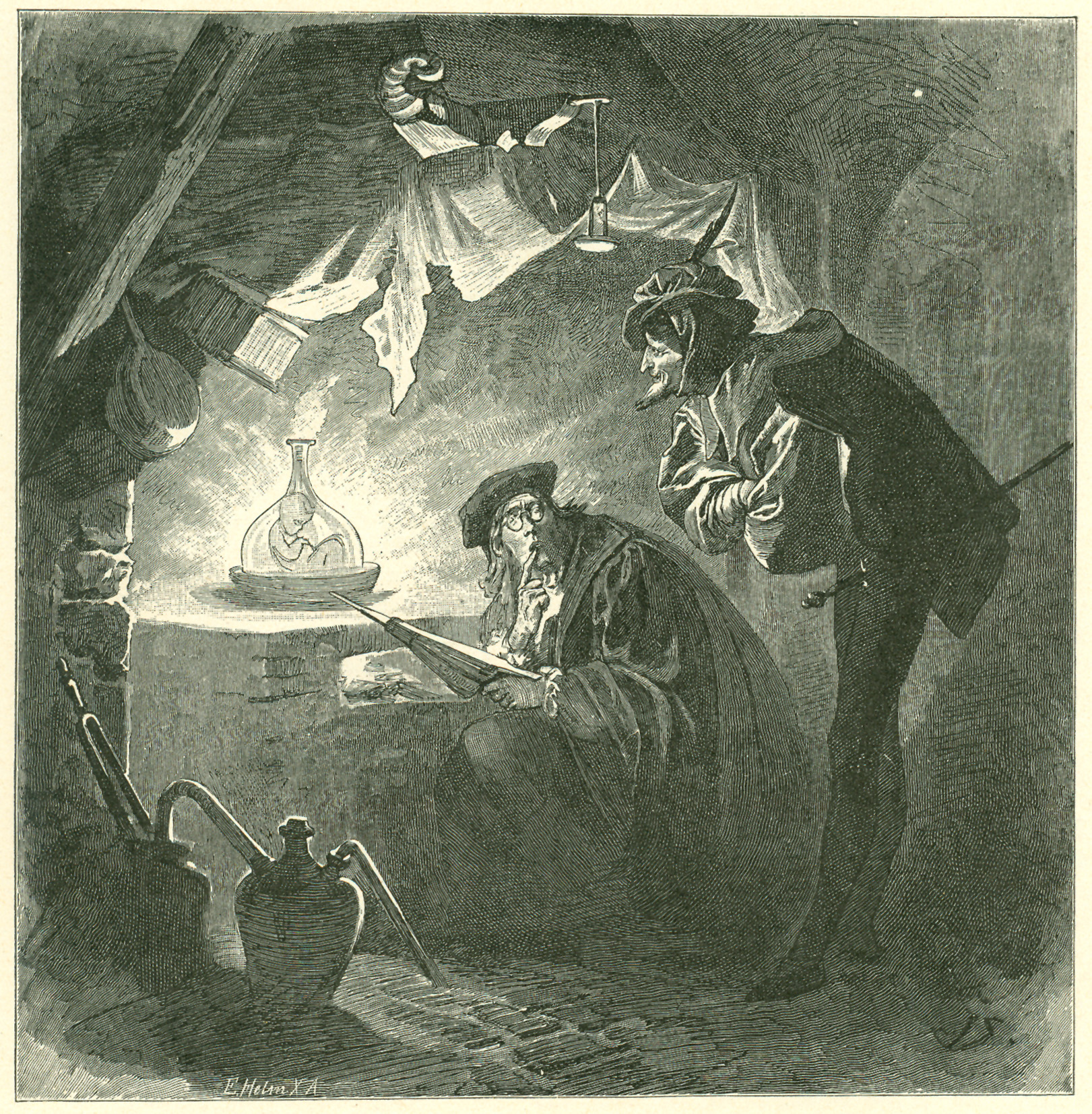
Фауст в компанії Мефістофеля створює в колбі гомункула. Ілюстрація Франца Ксав'єра Слімма 1899 року.

Гому́нкул, гому́нкулус (лат. homunculus (від лат. homo — людина) — маленька людина, (принизл.-ірон.) людинка) — в уявленнях середньовічних алхіміків, істота, подібна до людини, яку можна створити штучним шляхом. Вона володіє всіма знаннями і може поділитися ними. Створення гомункула вважалося вершиною людської науки і разом з тим втілюванням гріха, оскільки штучна істота не має душі. Також іноді асоціювався з мандрагорою (алреоною).
Пізніше слово «гомункулус» стали використовувати як іронічно-презирливу алегорію щодо штучної, нежиттєздатної, вигаданої людини, котра з точки зору якоїсь ідеології або наукової доктрини вважається «ідеальною» або «єдиною правильною». На честь цієї істоти названо туманність Гомункул.

## В алхімії та ранній науці

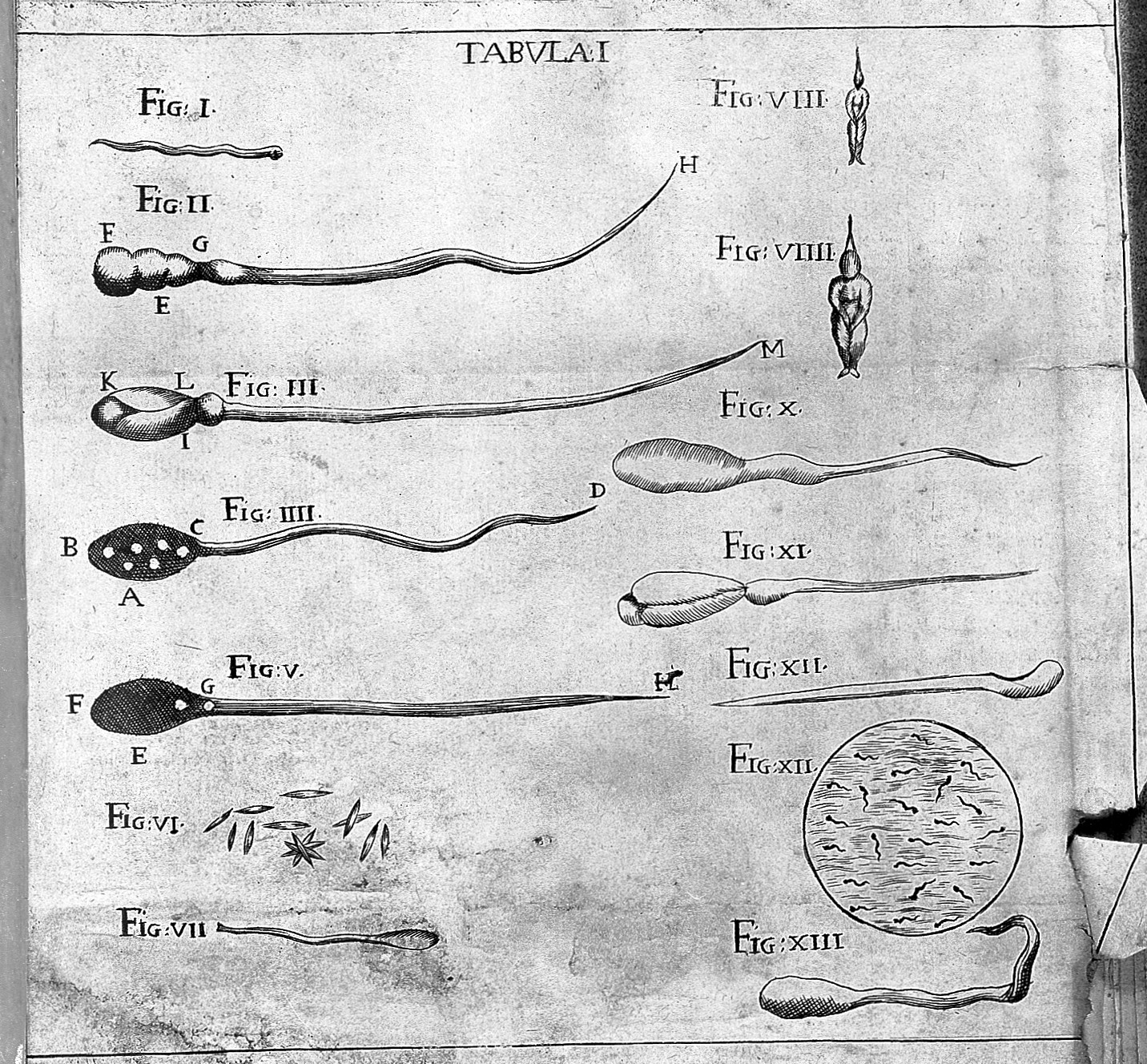
Ілюстрація сперматозоїдів та гомункулів, що начебто містяться в них, з книги Антоніо Валліснері, XVIII ст.

Ідея створення людини штучним шляхом відома з міфів різних народів. Наприклад, в міфі про Девкаліона і Пірру двоє вцілілих в потопі людей створюють нових чоловіків і жінок, кидаючи позад себе каміння. В давньогрецькій філософії існували думки про утворення живих істот з різних речовин за сприятливих умов. Так, за Арістотелем з різних видів матерії виникають різні тварини: з мулу — молюски й риби, зі старого снігу навесні — комахи. З перегною нібито самі собою утворюються рослини.
Іспанський екзогетик Алонсо Тостадо в XV столітті писав, що демони можуть з людської сперми вирощувати штучних істот, чудовиськ, поміщаючи її в тепле місце. Тостадо називав такими творіннями демонів легендарних велетнів, що вирізнялися силою і розумом, а також чаклуна Мерліна.
Один із найвідоміших «рецептів» отримання гомункула людиною був запропонований в XVI ст. Парацельсом в праці «De Natura Rerum». Вчений вважав, що поміщена в особливу посудину людська сперма при нагріванні та деяких інших маніпуляціях (закопуванні в кінський гній, «магнетизації», суть якої остаточно невідома) стає гомункулом. «Вигодовувався» гомункул шляхом щоденного додавання в колбу невеликої кількості людської крові. Час визрівання гомункула, за Парацельсом, — сорок днів. В результаті виникне, спочатку прозора і нематеріальна, подоба новонародженої людини, тільки малого розміру.
Парацельс описував створення гомункула і більш просто: «У ємність поміщаються органічні тканини; при сприятливому розташуванні планет і теплоті утворюється пара, яка поступово набуває людської форми».
Сам Парацельс зауважував, що вважає вирощування гомункула грішною справою. Ставши дорослими, гомункули стають карликами або велетнями і різноманітними потворами. Разом з тим, будучи вершиною мистецтва алхімії, вони мають усі таємні знання, тому є ключем до інших досягнень. Ці штучні істоти походять із сперми, яка виникає від хіті, є матеріальною і не має нематеріальної душі, тому гомункули також бездушні, їхнє тіло «тваринне», хоч і подібне за формою на людське.
Разом з тим висловлювалися і думки, що гомункул, з причини свого розвитку поза людським організмом, буде вільним від першородного гріха. Він стане ідеальною людиною, такою, як був Адам до гріхопадіння, і не потребуватиме спасіння через жертву Ісуса Христа.
Уявлення про гомункула відбилися в багатьох середньовічних малюнках, що зображають зачаття дитини як потрапляння з сіменною рідиною до жіночого лона маленької людини, котра з часом виростає і народжується вже як звичайна людина.
Згідно з уявленнями XVII ст.—XVIII ст. століть, в кожному сперматозоїді міститься маленька подоба людини з усіма притаманними їй органами й частинами тіла, лише дуже малого розміру. Вона перебуває в стані прихованого життя, ніби спить до моменту зачаття, а пробуджуючись — починає повноцінно жити і розвивається в дитину. Іноді сам сперматозоїд ототожнювався з гомункулом. Подібні уявлення отримали назву анімалькулізму. Одним з прибічників анімалькулізму був Антоні ван Левенгук, творець мікроскопу. Він стверджував, що спостерігав у спермі численні зародки, «звірків» (animalcula), для яких яйцеклітина виступає поживою і необхідна для росту.
В XVIII ст. академічна наука в особі засновника ембріології Каспара Фрідріха Вольфа різко виступила проти подібних ідей та заклала основи сучасних знань про запліднення й розвиток дітей.

## У літературі
Один з найраніших описів створення людини штучним шляхом у художній літературі міститься в поемі Абдурахмана Джамі «Саламан і Абсал» XV ст. В ній шах не мав дітей, тому за порадою алхіміка  для нього було створено сина із сімені шаха, поміщеного в корінь мандрагори, що формою нагадує людину.
Слово «гомункул» набуло загального вжитку після того, як його використав німецький поет та вчений Йоганн Вольфганг фон Ґете (1749—1832) в своїй трагедії «Фауст» (1808), де він так назвав маленьку штучну людину, створену в лабораторії.
В XX столітті гомункули та мотиви створення штучної людини стали часто з'являтися в фантастичних творах, наприклад, Марі Нортон і Румера Ґоддена. Гомункул став однією з найпопулярніших фентезійних штучних істот, поряд з големом, мумією, автоматоном і чудовиськом Франкенштейна. В другій половині XX століття гомункули почали фігурувати в настільних іграх, як констру́кти — штучно створені чаклунством чи наукою чудовиська різних видів, і первісне значення слова стало розмиватися. Так, у Dungeons & Dragons гомункул — це подібна на кажана розумна істота-телепат, яка допомагає своєму хазяїну. А у Warhammer 40k гемункул (haemonculus) — учений-садист, котрий змінює своє і своїх жертв тіло хірургічними операціями.

## У психології

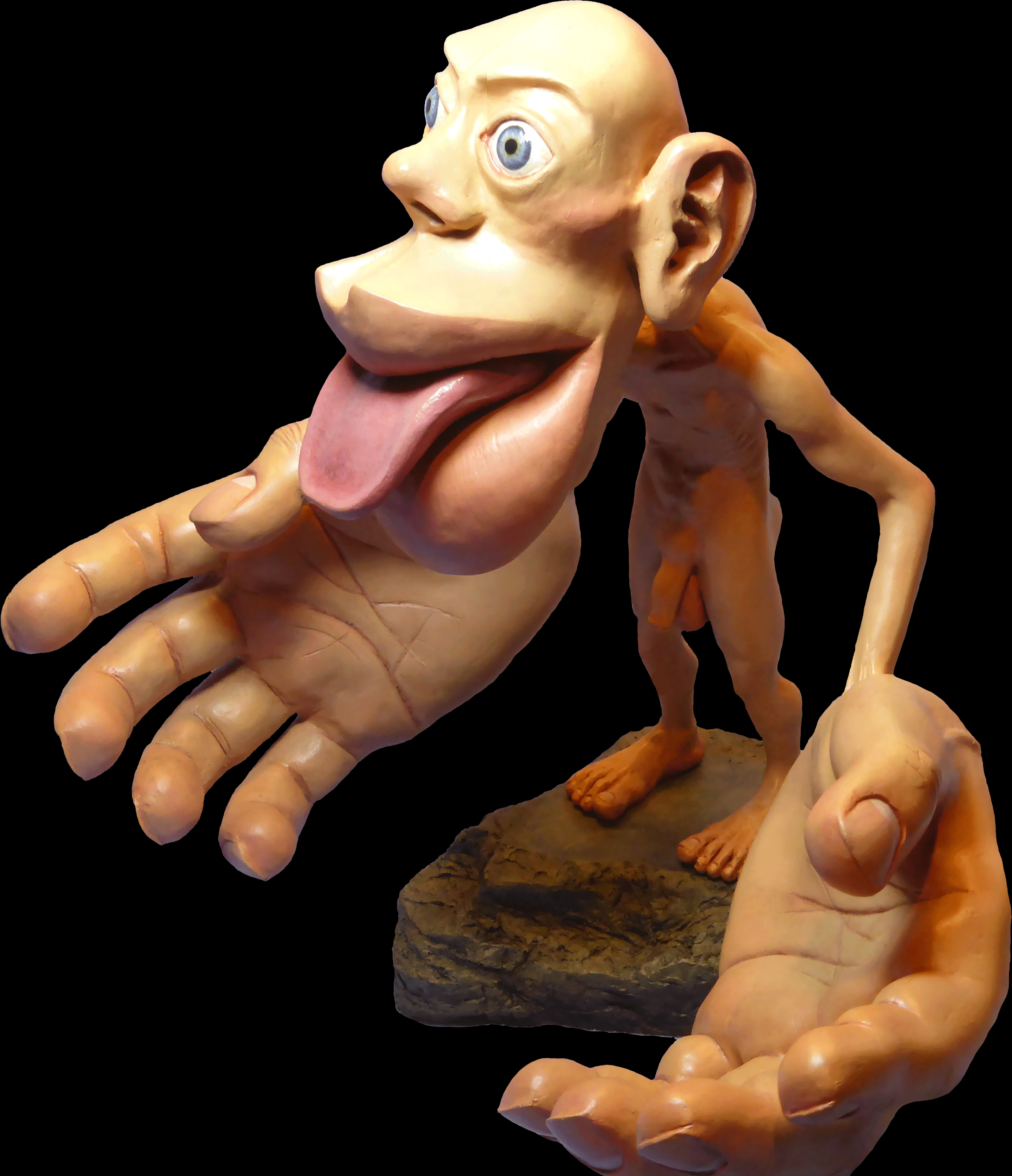
Скульптура сенсорного гомункула

Гомункулом (сенсорним/моторним гомункулом, гомункулом Пенфілда) в психології називається ілюстрація частки сенсорних закінчень нервів різних частин тіла, пов'язаних з корою головного мозку. Частини тіла, що мають найбільше зв'язків і активізують більші зони мозку, на ілюстрації виглядають непропорційно великими.
Ілюстрація придумана канадським вченим-нейрохірургом Вайлдером Пенфілдом, котрий використовував інформацію, отриману в ході операцій на мозку, для створення функціональних карт його кори. Узагальнивши результати картографії основних моторних і сенсорних областей, вчений встановив точне представлення в корі різних м'язів і органів тіла людини.
В 1937 році Пенфілд придумав зобразити тіло людини таким, яким його «бачить» мозок — з величезними кистями (і особливо великими пальцями), ступнями, губами, язиком і гортанню. У 1950 він створив інше зображення, де частини тіла накладені на кору, представляючи сенсорні та моторні області поокремо. Відповідно одне зображення називається сенсорним гомункулом, а інше — моторним.

## Гомункул як інтернет-мем

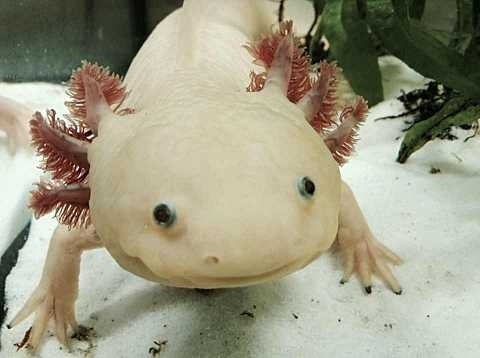
Аксолотль в одному з популярних відео видавався за гомункула

У 2015 році інтерес до гомункулів різко зріс після того, як на YouTube з'явилося відео, де начебто пояснюється спосіб створення гомункула в домашніх умовах і показано його самого. Відео було опубліковано на каналі «Как Сделать ...», автор якого, що представлявся як Корній, створював гумористичні відео на тему дивовижних експериментів, що «...засновані на древніх забутих знаннях і передових маловідомих технологіях». Попри гумористичність, багато глядачів сприймали його експерименти серйозно, а відео від 16 листопада 2015  «Як зробити гомункула» отримало велику популярність. Автор показував як нібито з допомогою курячого яйця і вколеної в нього шприцом власної сперми виростив безформну бліду істоту. Згодом, 1 березня 2016, він виклав друге відео про гомункула, в якому вдавав, що виростив нову істоту, але коли вона заворушилася, вбив її книгою, що лежала поруч. Саме це відео викликало значний резонанс в Інтернеті, зробивши гомункула інтернет-мемом.
Численні інші канали публікували свої наслідування і пародії вирощення гомункула з муляжами чи просто незвичайного вигляду предметами і тваринами. Деякі спростовували відео з «Как Сделать ...», обґрунтовуючи неможливість створення такого гомункула несумісністю курячих і людських статевих клітин, нестерильністю експерименту.  Демонструвалося як власноруч виготовити модель гомункула з полімерної глини та навіть змусити його рухатися за допомогою магнітного пластиліну, або схованих всередині залізних предметів і достатньо сильного магніту за кадром.
ЗМІ та науково-популярні сайти причинами ажіотажу навколо гомункулів називали передусім легковірність глядачів, особливо молоді, бажання вірити в чудо, та відсутність елементарних знань про механізми запліднення й розвитку живих істот.

## Виноски
1. 1 2  Grafton, Anthony (1 січня 1999). Natural Particulars: Nature and the Disciplines in Renaissance Europe (англ.). MIT Press. с. 332. ISBN 9780262071932. Архів оригіналу за 12 квітня 2016. Процитовано 1 квітня 2016.
2. ↑  Academic.ru: Словник крилатих слів та виразів. Архів оригіналу за 19 січня 2012. Процитовано 6 листопада 2010.
3. ↑  APOD: 2014 July 17 - 3D Homunculus Nebula. apod.nasa.gov. Архів оригіналу за 15 березня 2015. Процитовано 19 липня 2016.
4. ↑  Newman, William R. (15 серпня 2005). Promethean Ambitions: Alchemy and the Quest to Perfect Nature (англ.). University of Chicago Press. с. 165—198. ISBN 9780226575247. Архів оригіналу за 12 квітня 2016. Процитовано 1 квітня 2016.
5. ↑  Лункевич, В. В. (1 січня 1960). От Гераклита до Дарвина (Том 1) (рос.). Alexander Doweld. с. 76.
6. ↑  Newman, William R. (15 серпня 2005). Promethean Ambitions: Alchemy and the Quest to Perfect Nature (англ.). University of Chicago Press. с. 194. ISBN 9780226575247. Архів оригіналу за 12 квітня 2016. Процитовано 1 квітня 2016.
7. 1 2  Grafton, Anthony (1 січня 1999). Natural Particulars: Nature and the Disciplines in Renaissance Europe (англ.). MIT Press. с. 328—329. ISBN 9780262071932. Архів оригіналу за 12 квітня 2016. Процитовано 1 квітня 2016.
8. ↑  Парацельс и тайна происхождения жизни. med-info.ru. Архів оригіналу за 12 квітня 2016. Процитовано 1 квітня 2016.
9. ↑  Newman, William R. (15 серпня 2005). Promethean Ambitions: Alchemy and the Quest to Perfect Nature (англ.). University of Chicago Press. с. 223. ISBN 9780226575247. Архів оригіналу за 12 квітня 2016. Процитовано 1 квітня 2016.
10. ↑  История эмбриологии растений в связи с развитием представлений о зарождении организмов (рос.). Alexander Doweld. 1 січня 1955. с. 123—125.
11. ↑  Wilson, Eric G. (10 серпня 2006). The Melancholy Android: On the Psychology of Sacred Machines (англ.). SUNY Press. ISBN 9780791468463. Архів оригіналу за 20 грудня 2016. Процитовано 15 грудня 2016.
12. ↑  Homunculus » Dungeons & Dragons - D&D 5. www.aidedd.org. Архів оригіналу за 20 грудня 2016. Процитовано 15 грудня 2016.
13. ↑  Kelly, Phil (2010). Codex: Dark Eldar (5th Edition). Games Workshop. с. 38—40.
14. ↑  Мозг дурачит человека | Телеграф | Вокруг Света. www.vokrugsveta.ru. Архів оригіналу за 16 квітня 2016. Процитовано 1 квітня 2016.
15. ↑  Schott, G D (1 квітня 1993). Penfield's homunculus: a note on cerebral cartography. Journal of Neurology, Neurosurgery, and Psychiatry. Т. 56, № 4. с. 329—333. ISSN 0022-3050. PMC 1014945. PMID 8482950. Архів оригіналу за 28 червня 2017. Процитовано 3 квітня 2016.
16. ↑  Cortical Homunculus • Nervous System • AnatomyZone. AnatomyZone (амер.). Архів оригіналу за 13 квітня 2016. Процитовано 3 квітня 2016.
17. ↑  Как Сделать ... (Про канал). YouTube. Архів оригіналу за 26 серпня 2016. Процитовано 19 липня 2016.
18. ↑  Как Сделать ... (16 листопада 2015), Как сделать гомункула (Homunculus), архів оригіналу за 12 серпня 2016, процитовано 19 липня 2016
19. ↑  Как сделать гомункула #2 (Homunculus). YouTube. Процитовано 19 липня 2016.
20. ↑  Создать гомункула. Новый тренд в Интернете ВИДЕО. 31 канал | Новости Челябинска и Челябинской области. Архів оригіналу за 21 вересня 2016. Процитовано 19 липня 2016.
21. ↑  ЭТО ТАК (13 березня 2016), ГОМУНКУЛ, WTF?, архів оригіналу за 22 грудня 2016, процитовано 19 липня 2016
22. ↑  CheAnD TV - Андрей Чехменок (30 березня 2016), 2nd LIVE homunculus 100 DAYS ► ► Link to all the homunculus in the description (Homunculus), архів оригіналу за 12 лютого 2017, процитовано 19 липня 2016
23. ↑  CheAnD TV - Андрей Чехменок (22 березня 2016), ГОМУНКУЛ ► (Живой ГОМУНКУЛ, ссылка в описании) ► КАК СДЕЛАТЬ ГОМУНКУЛА? (Homunculus), архів оригіналу за 21 березня 2020, процитовано 19 липня 2016
24. ↑  CheAnD TV - Андрей Чехменок (13 квітня 2016), 5th LIVE Homunculus 60 DAYS ► Link to all the homunculus in the description (Homunculus), архів оригіналу за 23 березня 2020, процитовано 19 липня 2016
25. ↑  Научпок (25 березня 2016), Можно ли создать гомункула? — Научпок, архів оригіналу за 29 лютого 2020, процитовано 19 липня 2016
26. ↑  UNMASKER TV (12 березня 2016), Гомункул разоблачение // Вся правда, процитовано 19 липня 2016
27. ↑  TimOn ChaveS (13 березня 2016), ГОМУНКУЛ ИЗ МАГНИТНОГО ПЛАСТИЛИНА ! ПОКАЗЫВАЮ ТРЮКИ С ХЕНДГАМОМ !, архів оригіналу за 14 серпня 2019, процитовано 19 липня 2016
28. ↑  Создание гомункула из яйца — правда или нет?. wikinauka.ru. Архів оригіналу за 12 липня 2016. Процитовано 19 липня 2016.
29. ↑  Гомункулы среди нас. Вечерняя Москва. Архів оригіналу за 10 липня 2016. Процитовано 19 липня 2016.
30. ↑  Что такое гомункул. Днепр вечерний (рос.). Архів оригіналу за 4 серпня 2016. Процитовано 19 липня 2016.

## Першоджерела
- І. В. Гете. Фауст. — пер. з німецької М. Лукаша. Вступ. стаття О. І. Білецького. К., Держлітвидав УРСР, 1955